# Colutea buhsei
Colutea buhsei là một loài thực vật có hoa trong họ Đậu. Loài này được (Boiss.) Shap. miêu tả khoa học đầu tiên.